# Sikandar Lodi
Sikandar Lodi, mort en 1517, règne sur le sultanat de Delhi de 1489 à 1517.
Il est le deuxième sultan de la dynastie des Lodi, fondée par Bahlul Lodi en 1451.

## Biographie
Sikandar est le fils de Bahlul Lodi.
Il poursuit la politique de conquête entamée par son père. Il installe la cour à Âgrâ, alors une simple bourgade, pour lutter plus efficacement contre les souverains rajputs, mais ne parvient pas à conquérir Gwalior. 
Tout en agrandissant le sultanat, il s'emploie à l'administrer efficacement, entamant une politique de centralisation : contrôles sur la comptabilité des administrateurs et sur les troupes entretenues par les nobles qu'il oblige à lui obéir. 
Sikandar Lodi permet ainsi au sultanat de retrouver la prospérité. 
Poète et amoureux des arts, il accueille de nombreux artistes[Qui ?] à la cour. 
Il se montre parfois intolérant et ordonne la destruction de plusieurs temples hindous[Où ?]. Sikandar Lodi meurt en novembre 1517.
Il a pour successeur son fils aîné Ibrahim (mort en 1526), dernier de la dynastie.